# ولادیمیر شوکین
ولادیمیر شوکین (روسی: Владимир Борисович Щукин؛ زادهٔ ۴ آوریل ۱۹۵۲) ژیمناست هنری اهل اتحاد جماهیر شوروی سوسیالیستی بود.
وی در مسابقات کشوری و بین‌المللی در مجموع برندهٔ ۱ مدال نقره شده‌است.